# Kris Hitchen
Kris Hitchen, född 28 april 1974 i Salford, Lancashire, är en brittisk skådespelare.
Hitchen har bland annat medverkat i TV-serierna Brevet till kungen från 2020, Trigger Point (2022–2023) och Morden i Barking från 2022. Han har även medverkat i filmen Sorry We Missed You från 2019.

## Filmografi (i urval)
- 2019: Sorry We Missed You
- 2020: Brevet till kungen
- 2022–2023: Trigger Point
- 2022: Morden i Barking